# Zygmunt Olesiewicz
Zygmunt Olesiewicz, né le 4 janvier 1929, à Grójcu, en Pologne et décédé le 19 janvier 1993, est un ancien entraîneur polonais de basket-ball. 